# Hapalochlaena
Hapalochlaena is een geslacht van blauwgeringde octopussen uit de orde Octopoda. Alle octopussen zijn giftig, maar alleen die van het geslacht blauwgeringde octopussen zijn dodelijk voor mensen.

## Soorten
- Hapalochlaena fasciata (Hoyle, 1886)
- Hapalochlaena lunulata (Quoy & Gaimard, 1832)
- Hapalochlaena maculosa (Hoyle, 1883)
- Hapalochlaena nierstraszi (Adam, 1938)